# Дуарте, Домингуш
Доми́нгуш Со́уза Коути́нью Мене́зеш Дуа́рте (порт. Domingos Sousa Coutinho Meneses Duarte; родился 10 марта 1995 года в Кашкайше, Португалия) — португальский футболист, защитник клуба «Хетафе».

## Клубная карьера
Дуарте — воспитанник клубов «Эшторил-Прая» и столичного «Спортинга». 5 октября 2014 года в матче против «Трофенсе» он дебютировал за дублирующий состав последних с Сегунда лиге. Летом 2016 года Дуарте для получения игровой практики был арендован клубом «Белененсеш». 14 августа в матче против «Витории Сетубал» он дебютировал в Сангриш лиге. 1 октября в поединке против «Шавеша» Домингуш забил свой первый гол за «Белененсеш». Летом 2017 года Дуарте на правах аренды перешёл в «Шавеш». 10 августа в маче против «Витории Гимарайнш» он дебютировал за новый клуб.
Летом 2018 года Дуарте был арендован испанским «Депортиво Ла-Корунья». 17 августа в матче против «Альбасете» он дебютировал в Сегунде. В этом же поединке Домингуш забил свой первый гол за «Депортиво Ла-Корунья».
Летом 2019 года Дуарте перешёл в «Гранаду», подписав контракт на 4 года. Сумма трансфера составила 3 млн. евро. 17 августа в матче против «Вильярреала» он дебютировал в Ла Лиге. 5 октября в поединке против мадридского «Реала» Домингуш забил свой первый гол за «Гранаду». Дуарте сыграл 11 матчей в Лиге Европы УЕФА 2020/21, а его команда вышла в четвертьфинал. 20 сентября 2021 года он отправился домой в первой половине матча против «Барселоны».

## Международная карьера
В 2014 году в составе сборной Португалии до 19 лет Дуарте стал серебряным призёром чемпионата Европы для юношей не старше 19 лет в Венгрии. На турнире он сыграл в матчах против команд Израиля, Венгрии, Австрии, Сербии и Германии.
В 2015 году в составе молодёжной сборной Португалии Дуарте принял участие в молодёжном чемпионате мира в Новой Зеландии. На турнире он сыграл в матчах против команд Катара, Сенегала, Новой Зеландии, Колумбии и Бразилии.
11 ноября 2020 в товарищеском матче против сборной Андорры Дуарте дебютировал за сборную Португалии.

## Достижения
Международные
 Португалия (до 19)
- Серебряный призёр Юношеского чемпионата Европы: 2014